# Bembiciopsis uniflora
Bembiciopsis uniflora är en videväxtart som beskrevs av Joseph Marie Henry Alfred Perrier de la Bâthie. Bembiciopsis uniflora ingår i släktet Bembiciopsis och familjen videväxter. Inga underarter finns listade i Catalogue of Life.